# Ceuthophilus paucispinosus
Ceuthophilus paucispinosus är en insektsart som beskrevs av Rehn, J.A.G. 1905. Ceuthophilus paucispinosus ingår i släktet Ceuthophilus och familjen grottvårtbitare. Inga underarter finns listade i Catalogue of Life.